# Zutulba
Zutulba is een geslacht van vlinders van de familie bloeddrupjes (Zygaenidae).

## Soorten
- Z. namaqua (Boisduval, 1847)
- Z. ocellaris (Felder, 1874)